# Heidberg-Melverode
Heidberg -Melverode es un distrito en el sur de la ciudad alemana de Braunschweig.